# Norovce
Norovce este o comună slovacă, aflată în districtul Topoľčany din regiunea Nitra. Localitatea se află la altitudinea de 215 m deasupra n.m., se întinde pe o suprafață de 6,33 km2 și în 2017 număra 330 de locuitori.

## Istoric
Localitatea Norovce este atestată documentar din 1113.

## Demografie
| An:                | 1994 | 2004   | 2014   | 2024   |
| ------------------ | ---- | ------ | ------ | ------ |
| Număr de persoane: | 365  | 332    | 321    | 314    |
| Diferență:         |      | −9,04% | −3,31% | −2,18% |

| An:                | 2023 | 2024   |
| ------------------ | ---- | ------ |
| Număr de persoane: | 323  | 314    |
| Diferență:         |      | −2,78% |